# Aeropuerto Apolo
Aeropuerto Apolo (IATA: APB, OACI: SLAP) es un aeropuerto público ubicado en la localidad de Apolo, La Paz, Bolivia.

## Aerolíneas y destinos
| Aerolíneas                      | Ciudades               | Notas |
| ------------------------------- | ---------------------- | ----- |
| Boliviana de Aviación 1 destino | Nacionales: (1) La Paz | N/A   |

| Aerolíneas      | Ciudades               | Notas |
| --------------- | ---------------------- | ----- |
| TAMep 1 destino | Nacionales: (1) La Paz | N/A   |

### Destinos nacionales
| Países  | Ciudades | Nombre del aeropuerto            | Aerolíneas            |
| ------- | -------- | -------------------------------- | --------------------- |
| Bolivia | La Paz   | Aeropuerto Internacional El Alto | TAMep                 |
| Bolivia | La Paz   | Aeropuerto Internacional El Alto | Boliviana de Aviación |